# Makadamie celolistá

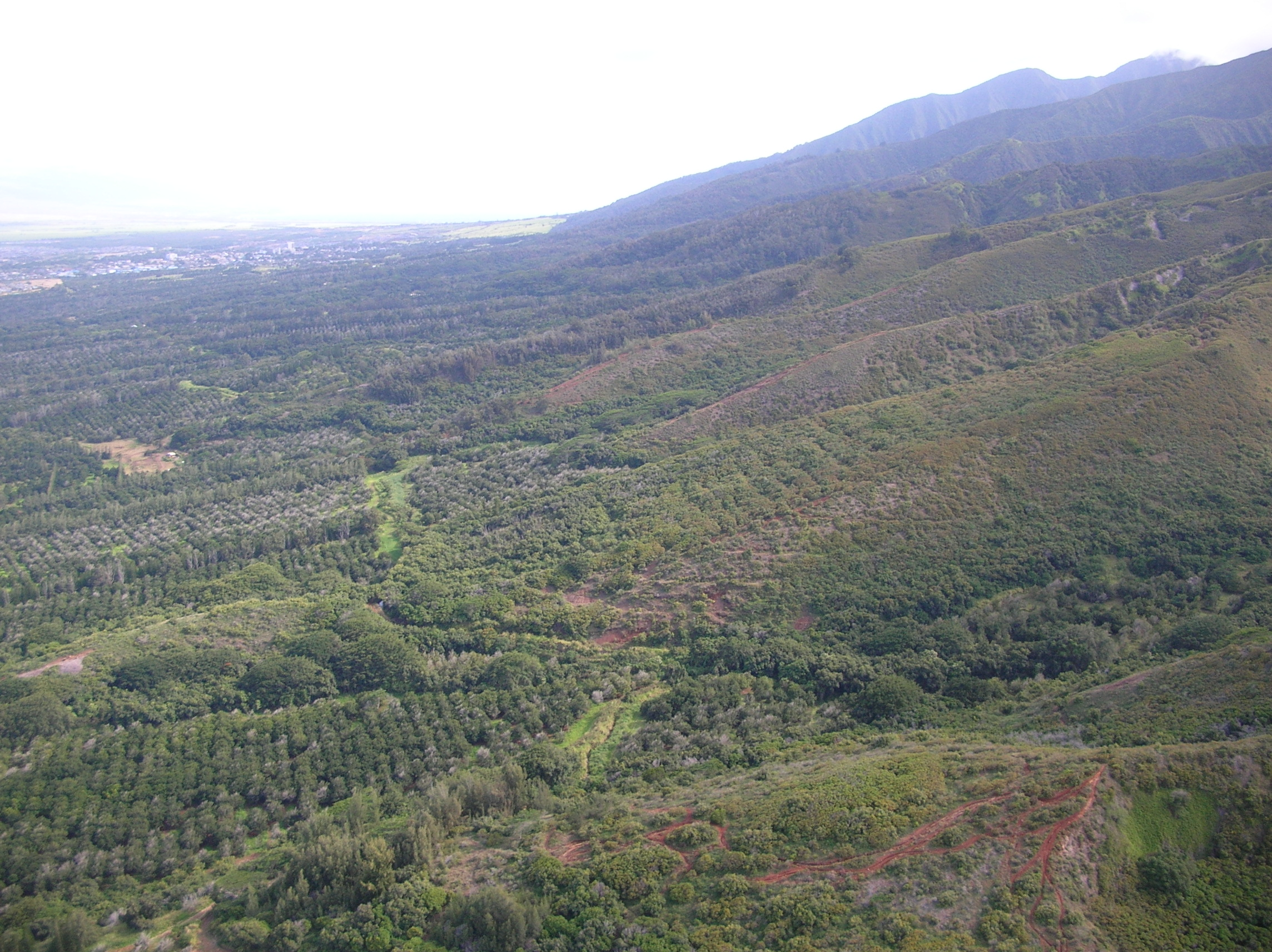
Plantáž na Havaji

Makadamie celolistá (Macadamia integrifolia) je rozložitý, stále zelený, listnatý strom rostoucí v tropických nebo subtropických deštných lesích. Pěstuje se pro plody, makadamové ořechy, patřící k nejžádanějším druhům ořechů, jsou chutné, nutričně hodnotné, obsahují hodně tuku a zdraví prospěšných látek.
Dřevina makadamie celolistá pochází z deštných lesů východní Austrálie a byla, v závislosti na vzrůstající poptávce, rozšířena do mnoha tropických i subtropických oblastí Severní, Střední a Jižní Ameriky včetně Karibiku, do Afriky, Asie i na ostrovy Pacifiku.

## Ekologie
Stromy preferují vlhké, ale propustné půdy a rovnoměrně rozložené srážky v úhrnu okolo 1200 mm za rok. Neprospívá jim v těsné blízkosti kmene zhutněná půda vozidly nebo udusaná dobytkem, to ztěžuje vsakování vody i případný odpar. Požadují během vegetace jen málo kolísající teplotu, za optimální se považuje okolo 25 °C a v období klidu po dobu dvou až třech měsíců asi 18 °C. V oblastech s vyššími teplotami se rostliny vysazují do poloh s větší nadmořskou výškou, až 1000 m nad mořem. Nejlépe jim svědčí stanoviště dobře osluněná a chráněná před silným větrem. Není výhodné sázet osamocené jedince, u nich nejčastěji vítr poškozuje větve zatížené plody a izolovanost snižuje dostupnost přirozených opylovačů. Jsou citlivé na stepní požáry, je vhodné z okolí odstraňovat usychající plevelné rostliny.

## Popis
Neopadavý strom dorůstající do výšky až 20 m s hustou, kulovitou korunou přibližně stejně širokou. Vytváří hlavně kůlovitý kořen a málo postranních, je náchylný na vyvrácení větrem. Listy s asi 1 cm řapíky vyrůstají v přeslenech po třech. Čepele mívají tuhé, vejčité neb obvejčité, 65 až 140 mm dlouhé a 20 až 65 mm široké, na vrcholku špičaté či tupé, na horní straně hladké, lesklé a na spodní tmavší. Okraje mladých listů jsou nepravidelně zubaté, později celistvé a zvlněné.
Květenství jsou převislé hrozny až 30 cm dlouhé vyrůstající z úžlabí listů, jsou tvořeny 100 až 500 květy ve skupinkách po dvou až čtyřech. Květy jsou krémově nebo smetanově bílé, mají stopky asi 1 cm dlouhé, sladce voní, jsou oboupohlavné a jejich čtyři bílé okvětní lístky tvořící trubku bývají velké 0,5 až 1 cm.
Květy jsou protandrické, prašníky jsou připraveny vydat pyl jeden až dva dny před rozvitím, zatímco blizna začíná podporovat růst pylové láčky až jeden až dva dny po rozkvětů. Květy jsou převážně opylovány hmyzem, nejčastěji včelami, jejichž úly jsou na plantáže přesunovány. Svou roli při opylování sehrává i vítr, ale květy bývají většinou přísně cizosprašné.

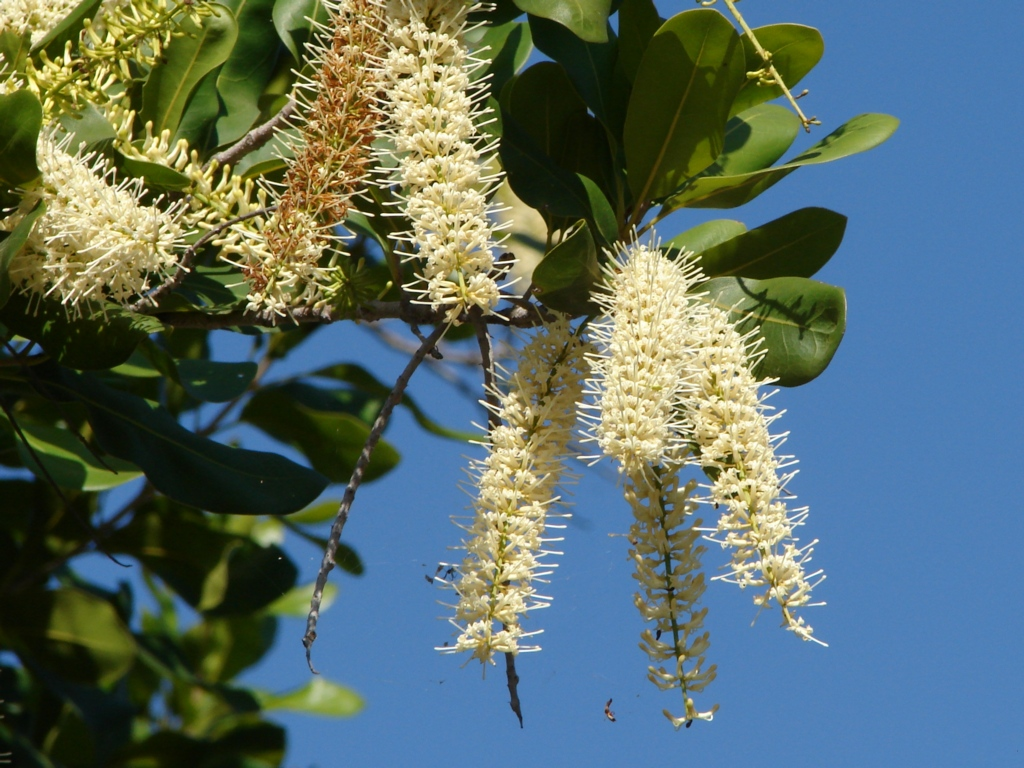
Květenství

Kulovité plody velké 30 až 40 mm mají asi 3 mm tlusté vláknité oplodí, dozrávají za šest až sedm měsíců po odkvětu a zralé padají na zem. Po sesbírání se oplodí odstraní a kulovitá semena (ořechy) se asi týden suší na slunci. Ořechy jsou hnědé, hladké a mají tvrdé, asi 3 mm tlusté osemení obklopující jedlé, oválné jádro velké 20 až 25 mm (po vyluštění se jádra prodávají jako makadamové ořechy). Jádro obsahují až 70 % oleje vhodného pro konzumaci i kosmetiku, 10 % sacharidů a 10 % proteinů, mnohé minerální látky, (hlavně draslík) a dále niacin, thiamin a riboflavin.
Množství sklizených plodů závisí na prostředí kde jedinec roste, výživě i na kultivaru, některé nově vyšlechtěné kvetou a plodí téměř celoročně. Zdatný strom vyprodukuje v Austrálii asi 45 kg ořechů a na Havaji i přes 100 kg. Podobně jako makadamie celolistá je pro plody využíván i druh makadamie čtyřlistá (Macadamia tetraphylla), oba druhy se v přírodě často samovolně kříží. Ostatní druhy rodu makadamie mají semena drobná, hořká a nepoživatelná.

## Rozmnožování
Druh se rozmnožuje semeny, která si podržují klíčivost pouze tři až šest měsíců. Většinou se však pro docílení co nejlepších vlastnosti a množství plodů pěstují vyšlechtěné kultivary. Toho se dociluje roubováním nebo méně často očkováním mladých semenáčů vybranými odrůdami. Semenáče rostou poměrně pomalu, správný tvar koruny se dělá v raném věku, později se strom již neřeže. Začínají plodit ve věku od sedmi do deseti let a jsou dlouhověké.

## Význam
Makadamie celolistá se pěstuje hlavně pro plody, pro uspokojení vzrůstající poptávky jsou vysazovány stále nové a nové plantáže. Jen za vedlejší produkt je považováno jeho dřevo nebo estetický vzhled. Makadamové ořechy se konzumují syrové, vařené, pražené nebo i solené. Používají se i pro výrobu cukrovinek a rozličných pamlsků. Patří mezi nejžádanější, a tudíž i nejdražší, v roce 2016 stál v ČR 1 kg ořechů okolo 1000 Kč.
Makadamový olej lisovaný za studena se používá v potravinářství i kosmetice, kde nahrazuje norkový olej. Obsahuje kyselinu palmitovou, je netoxický a nealergenní, má silně změkčující účinky na pokožku i sliznici a bývá součástí kvalitních kosmetických přípravků.

## Galerie

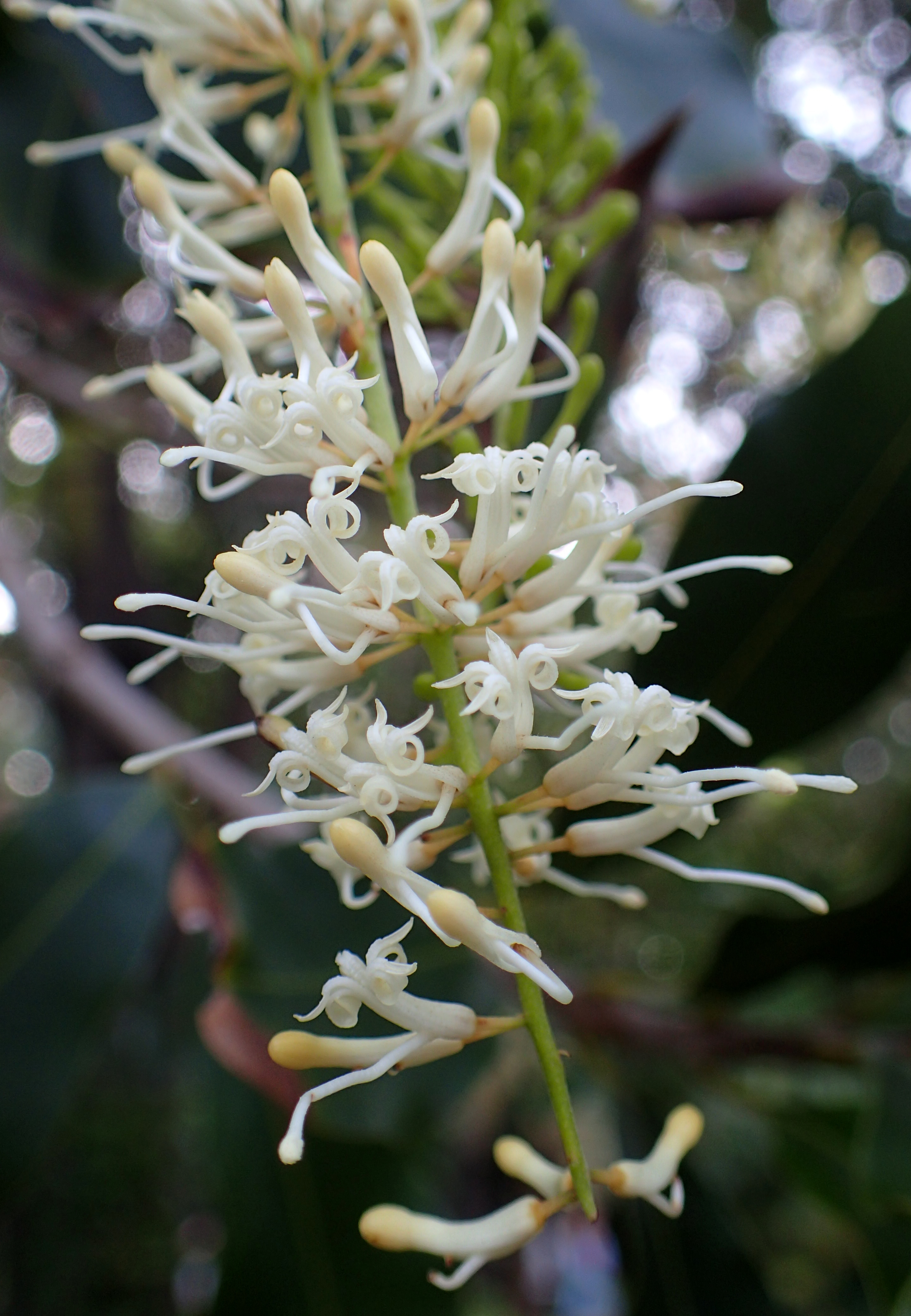
Květy
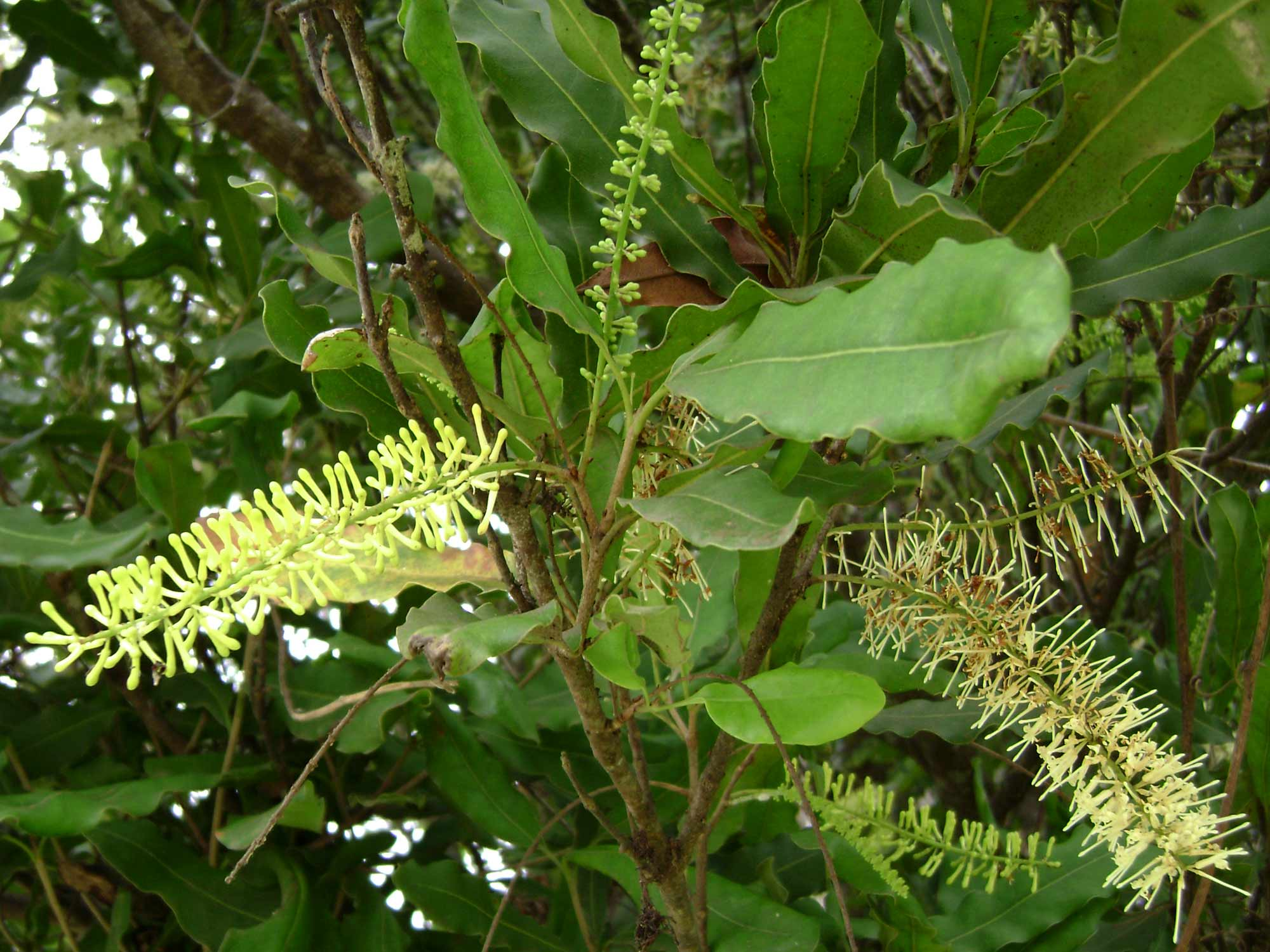
Zárodky plodů
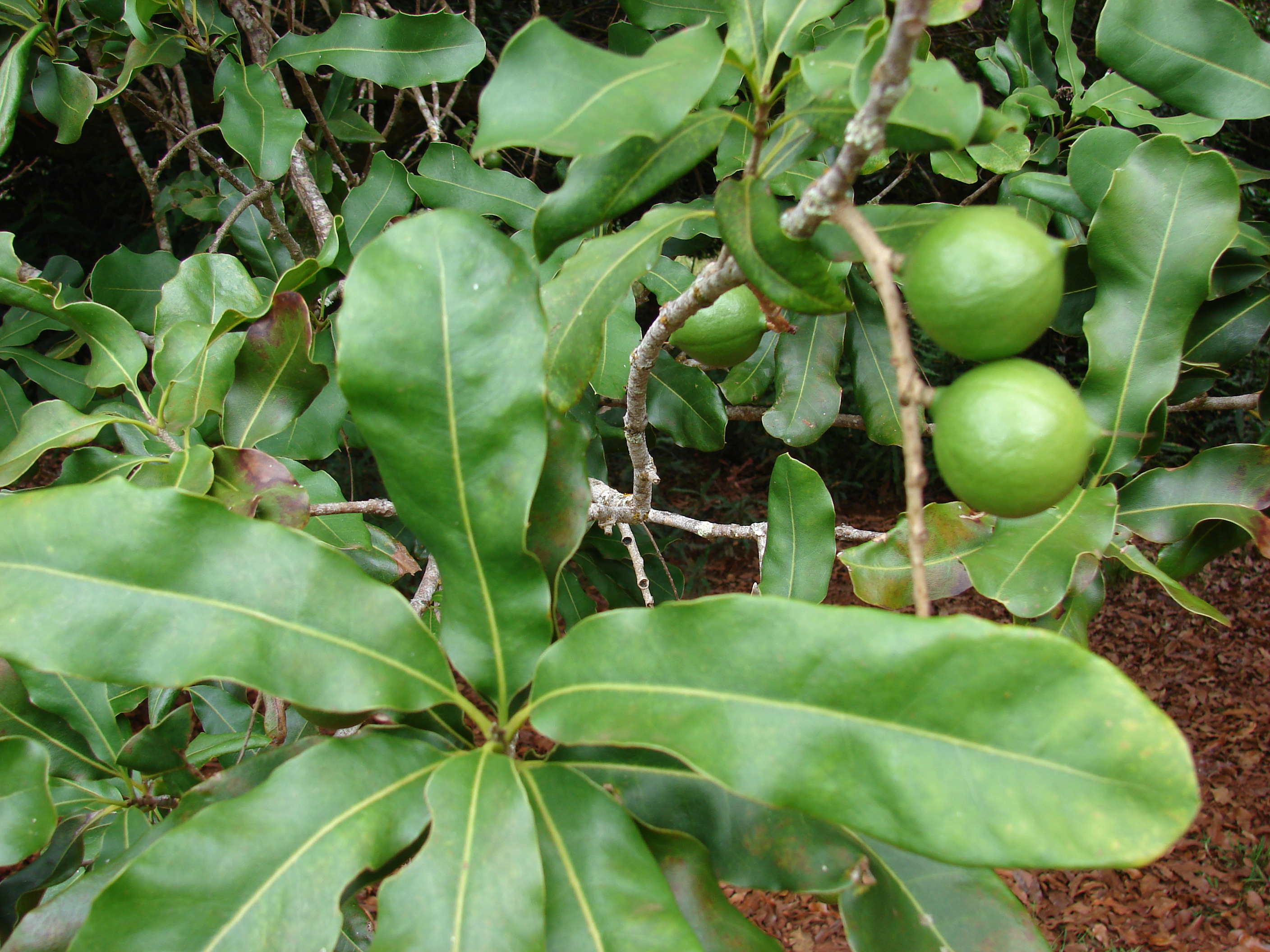
Zrající plody
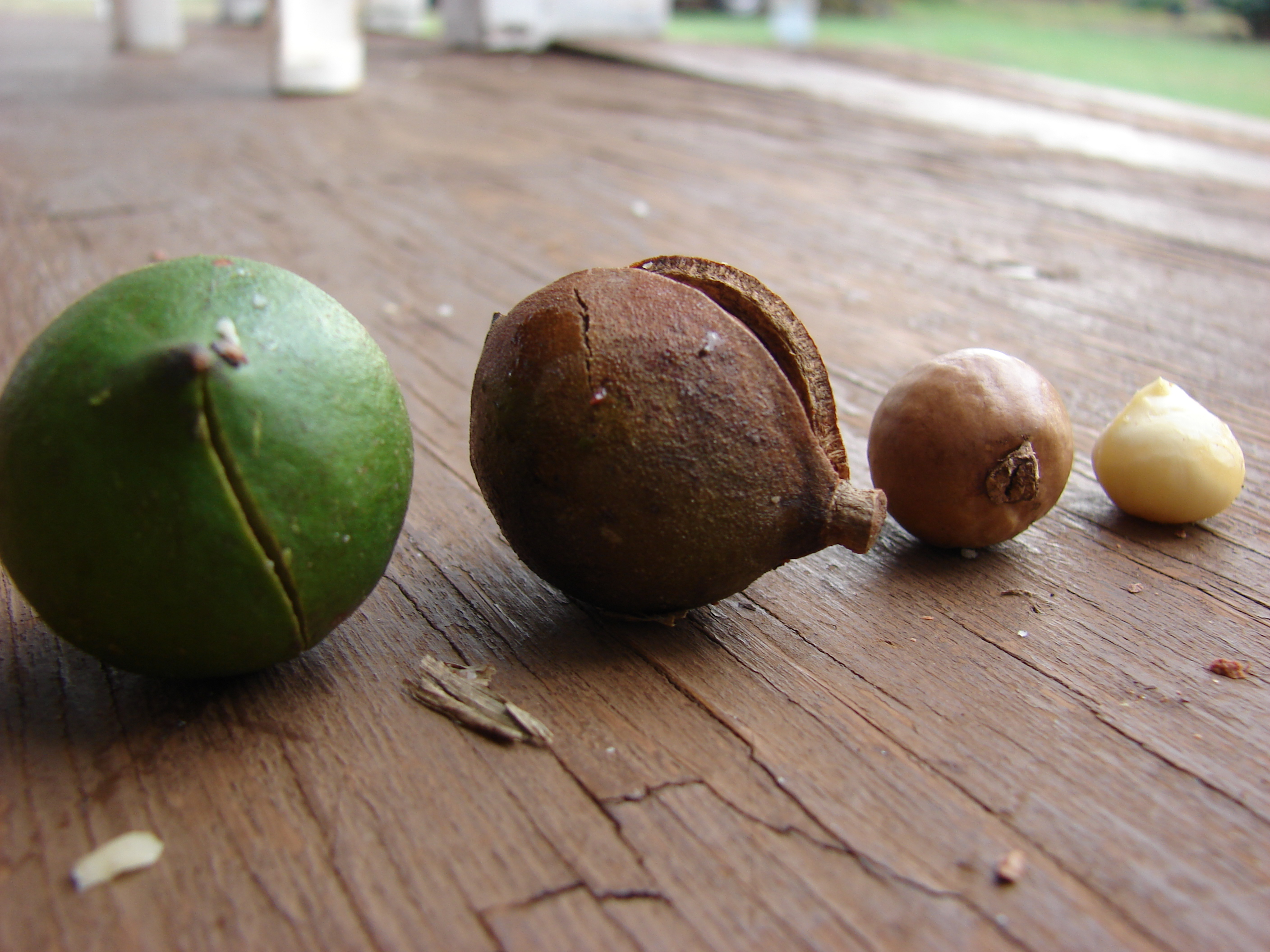
Nezralý a zralý plod, semeno v osemení, semeno bez osemení (makadamový ořech)